# Crépon
Crépon ist eine französische Gemeinde mit 222 Einwohnern (Stand 1. Januar 2022) im Département Calvados in der Region Normandie; sie gehört zum Arrondissement Bayeux und zum Kanton Courseulles-sur-Mer.
Südöstlich des Ortes betrieb die deutsche Luftwaffe im Sommer 1940 für einige Zeit einen Feldflugplatz. Hier lag im August die II. Gruppe des Jagdgeschwaders 27.

## Bevölkerungsentwicklung
- 1962: 219
- 1968: 241
- 1975: 209
- 1982: 203
- 1990: 209
- 1999: 199
- 2016: 218

## Sehenswürdigkeiten

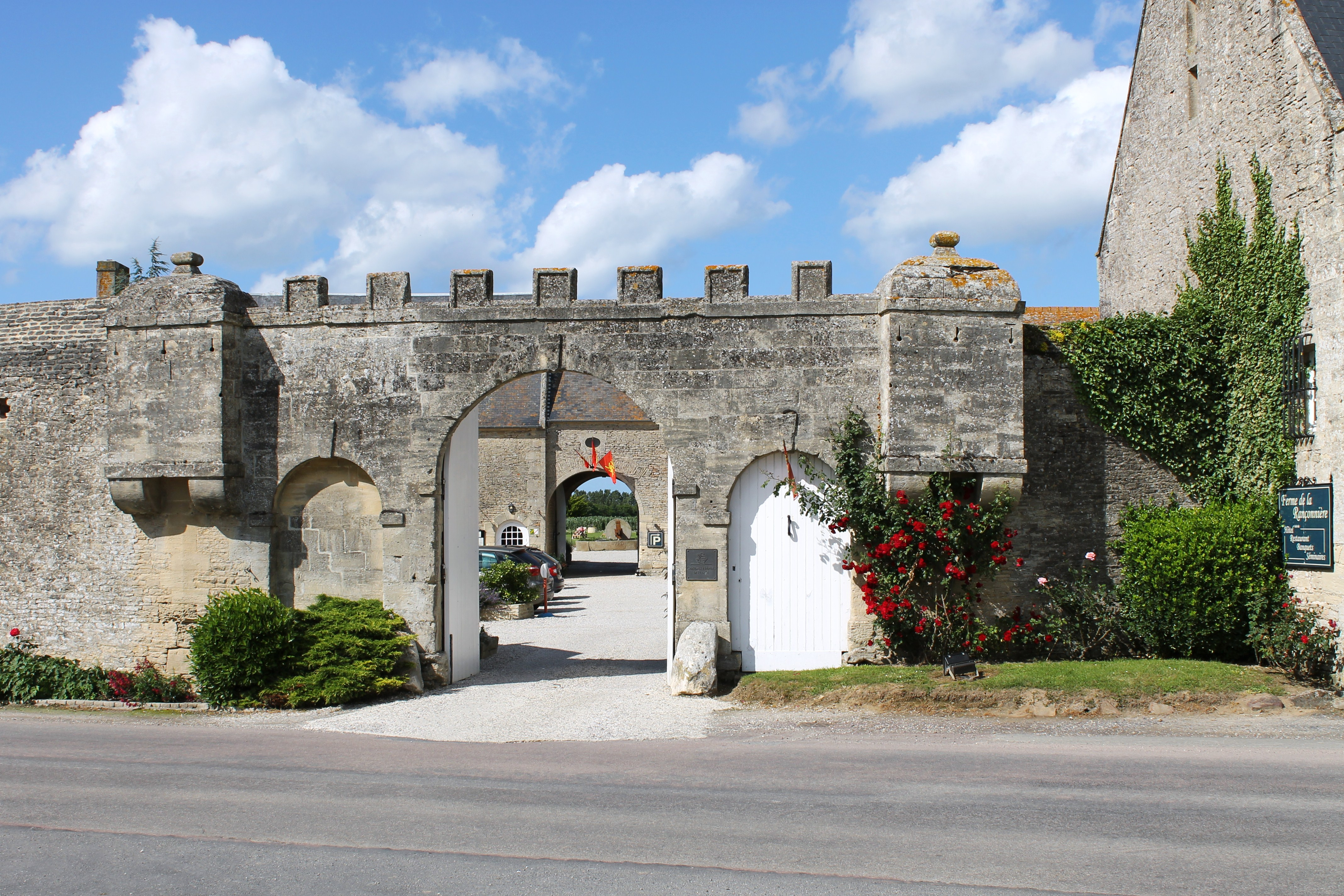
La Rançonniere

- La Rançonniere, befestigter Bauernhof, 13.–15. Jahrhundert

## Persönlichkeiten
- Osbern de Crépon, † um 1040, Seneschall der Normandie
- Guillaume FitzOsbern, † 1104, dessen Enkel, Baron de Crépon und Seneschall der Normandie